# Фаллическое дерево
Фаллическое дерево было художественным мотивом, распространенным в Западной Европе во времена позднего Средневековья и начала Ренессанса. 
Его конкретное значение туманно, но оно зафиксировано в бронзе, иллюминированной рукописи и живописи; возможно, это проявление похабного юмора, религиозная пародия или политический комментарий.
Фреска из тосканской Масса-Мариттима, на которой были изображены негабаритные фаллосы, некоторые прямо стоящие, в комплекте с яичками, была пропагандистским предупреждением Гвельфа о том, что, если гибеллинам будет позволено прийти к власти, они принесут с собой сексуальное извращение и колдовство.